# Simaninggir (Sayur Matinggi)
Simaninggir is een bestuurslaag in het regentschap Tapanuli Selatan van de provincie Noord-Sumatra, Indonesië. Simaninggir telt 337 inwoners (volkstelling 2010).